# Župnija Studenice
Župnija Studenice je rimskokatoliška teritorialna župnija dekanije Slovenska Bistrica Bistriško-Konjiškega naddekanata, ki je del nadškofije Maribor. Župnija nima stalnega župnika.

## Sakralni objekti
- Cerkev sv. Treh kraljev s samostanom Studenice, Studenice (župnijska cerkev)
- Cerkev sv. Lucije, Studenice